# .17 Remington Fireball

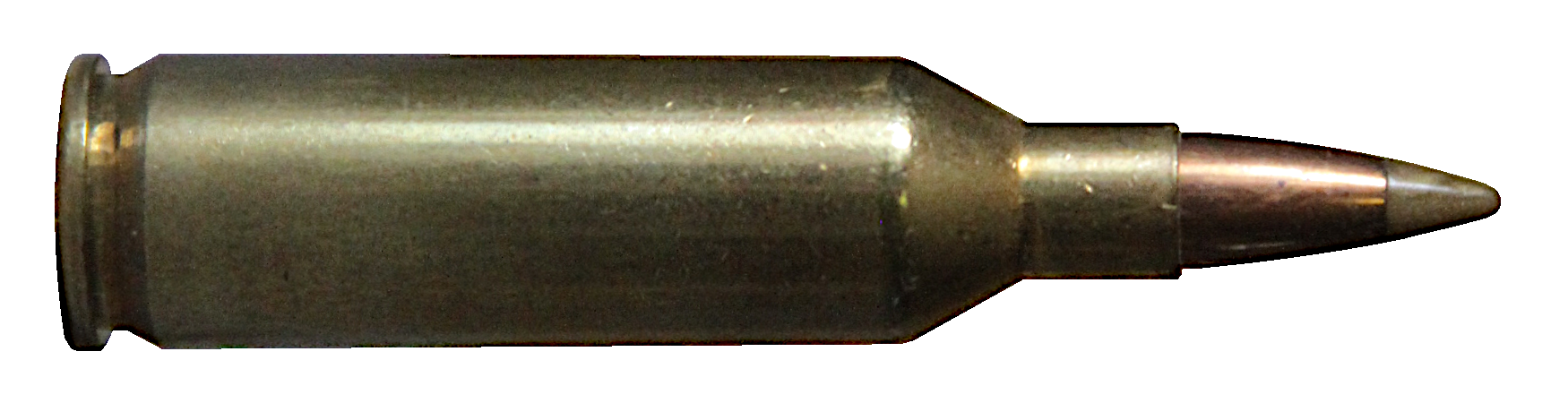
Um cartucho .17 Remington Fireball.

O .17 Remington Fireball é um cartucho de fogo central para rifle, sem aro em formato de "garrafa", produzido pela Remington Arms nos Estados Unidos a partir de 2007.

## Dimensões

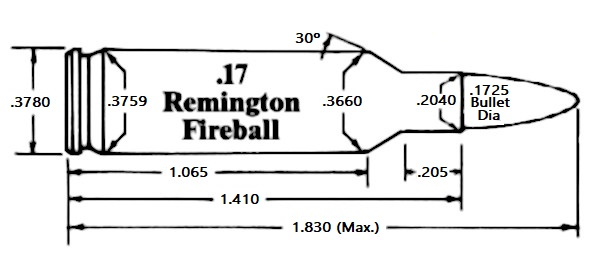

## Histórico

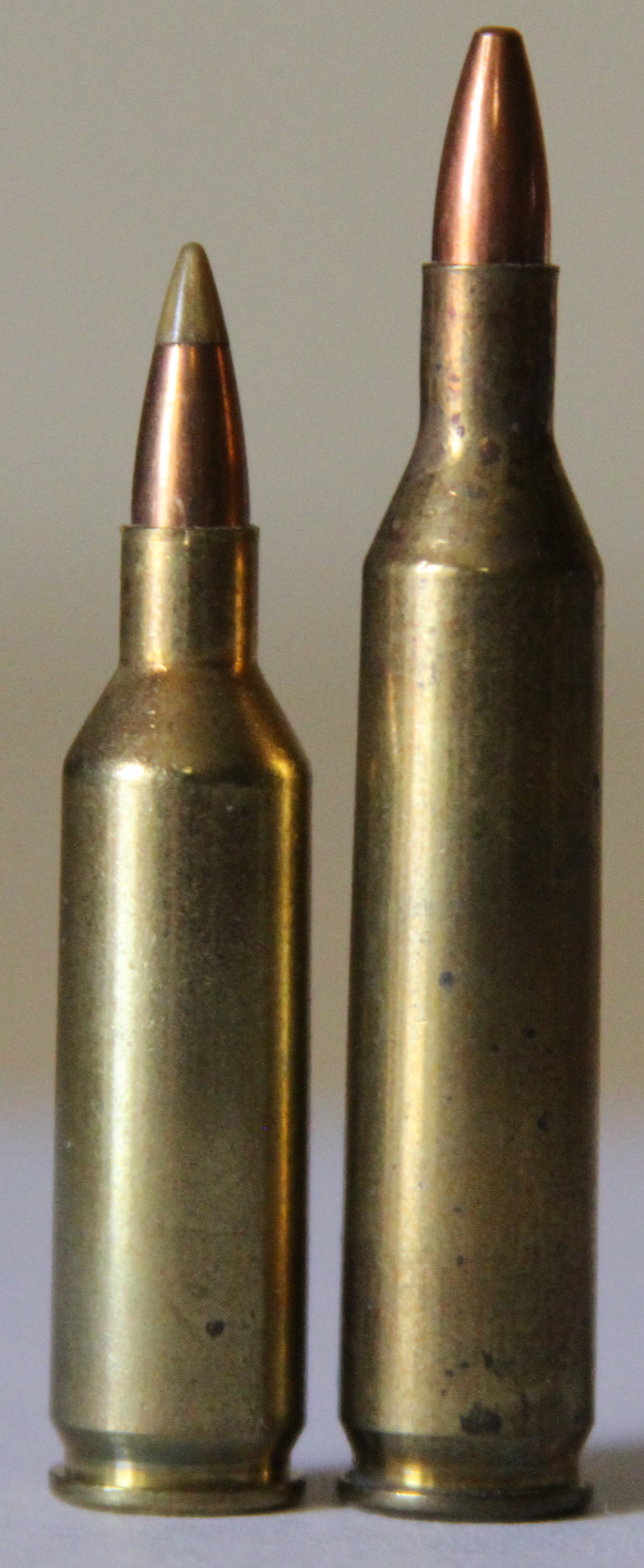
O .17 Remington Fireball (esq.) comparado ao .17 Remington.

O .17 Remington Fireball foi criado em 2007 pela Remington como uma resposta a um cartucho wildcat muito popular, o .17 Mach IV. As cargas de fábrica do .17 Remington Fireball, conduzem uma bala de 20 grãos (1,3 g) a cerca de 4.000 pés/s (1.219 m/s). A velocidade está próxima do .17 Remington, mas com muito menos quantidade de pólvora e, portanto, gerando menos calor e incrustação. Essas vantagens, são questões importantes para atiradores de alto volume, como caçadores de pequenos animais daninhos.
O .17 Remington Fireball é baseado no .221 Remington Fireball com o "pescoço" com diâmetro reduzido para aceitar uma bala de calibre .172" (4,4 mm) e é muito semelhante ao .17 Mach IV. Relatórios sobre este cartucho mostram recuo leve, alta velocidade, com índice de ruído mínimo.